# Tišina (Bosanski Šamac, BiH)
Tišina je naseljeno mjesto u sastavu općine Bosanski Šamac u Republici Srpskoj u Bosni i Hercegovini. Dijeli se na Hrvatsku i Srpsku Tišinu. U selu postoji župa Majčinstva Marijina (nekada Svetog Petra) i župna crkva koju su u ratu 1992. srušili srpski ekstremisti iz Bosanskog Šamca. Mještani su raseljeni i mjesto je povratničko. 

## Stanovništvo
| Tišina             |                |                |               |
| godina popisa      | 1991.          | 1981.          | 1971.         |
| Hrvati             | 1049 (51,62 %) | 1127 (55,46 %) | 978 (54,21 %) |
| Srbi               | 851 (41,87 %)  | 793 (39,02 %)  | 803 (44,51 %) |
| Muslimani          | 5 (0,24 %)     | 1 (0,04 %)     | 0             |
| Jugoslaveni        | 108 (5,31 %)   | 101 (4,97 %)   | 10 (0,55 %)   |
| ostali i nepoznato | 19 (0,93 %)    | 10 (0,49 %)    | 13 (0,72 %)   |
| ukupno             | 2032           | 2032           | 1804          |

## Poznate osobe
- Ivo Pavić, franjevac

## Šport
- NK Radnik Tišina
- NK Sloga Tursinovac

## Vanjske poveznice
- Satelitska snimka  Arhivirana inačica izvorne stranice od 18. veljače 2021. (Wayback Machine)